# ひょうご労働図書館
ひょうご労働図書館（ひょうごろうどうとしょかん）は、日本の都道府県立図書館の1館として兵庫県が設置している公立図書館である。「労働図書館」の名の通り、労働法、労働運動史、労働組合史・企業史、統計・白書等、ビジネス・労働関係に特化した所蔵図書が特徴である。また労働問題に関する講演会等も多数開催している。

## 沿革

### 兵庫県立労働経済研究所の設立
図書館の前身は、1947年（昭和22年）7月12日に神戸公共職業安定所内に設置された兵庫県立労働経済研究所である。その設置目的は、労働問題の調査・研究及び労働教育の普及をはかり、労・使及び一般県民の労働問題に対する正しい知識の向上に資することであった。その事業内容には「労働問題の研究・調査及びその発表」「各種労働統計の作成」等と並んで「労働図書館の経営」も謳われていた。当初、研究所の運営の基本方針は三者構成による運営委員会が決定していた。
- 1947年（昭和22年）7月 - 兵庫県立労働経済研究所設立。
- 1954年（昭和29年）7月 - 県の機構改革にともない、兵庫県労働研究所に改組。行政機構内の研究機関となり運営委員会を廃止する。
- 1956年（昭和31年）4月 - 兵庫県立産業研究所を吸収合併、県庁内に移転。
- 1959年（昭和34年）7月 - 兵庫県中小企業労使センター開館。業務の一部を労働研究所が担当、一部の所員がセンター兼務となり、調査研究および資料整備の業務を担当することになる。
- 1961年（昭和36年）5月 - 労働研究所廃止、中小企業労使センターの労働調査室に改組。
- 1963年（昭和38年）11月	- 中小企業労使センターの廃止にともない、本庁労働部労働調査室に改組。センターの建物が県立労働会館と改称。
- 1977年（昭和52年）1月 - 県立労働会館に代る新しい会館として兵庫県中央労働センターが現在地に完成・移転。
- 1982年（昭和57年）4月 - 労働調査室を廃止し、その業務を全て引き継ぐ兵庫県労働経済研究所（地方機関）設立。
- 1987年（昭和62年）4月 - 兵庫県立労働経済研究所に再び改称。
- 2000年（平成12年）3月 - 兵庫県立労働経済研究所閉所。

### ひょうご労働図書館の開館
兵庫県立労働経済研究所が廃止されることに伴い、兵庫県において、研究所が所蔵していた図書及び資料の活用方策が検討された。その結果、研究所の資産を広く県民に活用してもらうとともに、これからの新しい働き方など労働分野に関する情報発信拠点となる全国でも珍しい労働分野の専門図書館として、平成12年度に「ひょうご労働図書館」を設立することが決定された。同年度初頭から、研究所の施設の改装及び設備の設置を行い、2000年（平成12年）7月28日に開館した。

### 小泉八雲コーナー
明治時代の文人・小泉八雲は神戸に居を構える等、神戸との縁も深く、図書館の所在地も八雲の旧居跡である。1994年（平成6年）、八雲が神戸に住んでからちょうど100年の節目を記念し、中央労働センター玄関前の庭に記念碑が建てられた。兵庫県中央労働センターのロビーと、ひょうご労働図書館内には「小泉八雲コーナー」を設け、著書や関連本を多数所蔵し、資料なども展示している。

## サービス
蔵書の閲覧は自由だが、貸し出しには登録が必要。登録要件は、兵庫県内在住・在勤・在学であること。一度に借りることができる冊数は最大10冊。貸し出し期間は2週間で、予約が入っていなければさらに2週間の延長を最大3回可能（当初の貸出日から換算して最大8週間まで）。兵庫県立図書館の所蔵資料についても、本館経由で貸し出し可能。

### 休館日
- 毎週日曜日・祝日
- 毎月第2月曜日（祝日と重なった場合はその翌日）
- 年末年始（12月29日 - 1月3日）
- 蔵書整理期間（毎年1週間程度、不定期）[10]

## アクセス
- JR西日本・阪神電鉄 元町駅西口から北西へ徒歩15分。
- 神戸高速鉄道 花隈駅東口から北へ徒歩10分。
- 神戸市営地下鉄 県庁前駅西出口から西へ徒歩8分。[11]